# Jakobiten

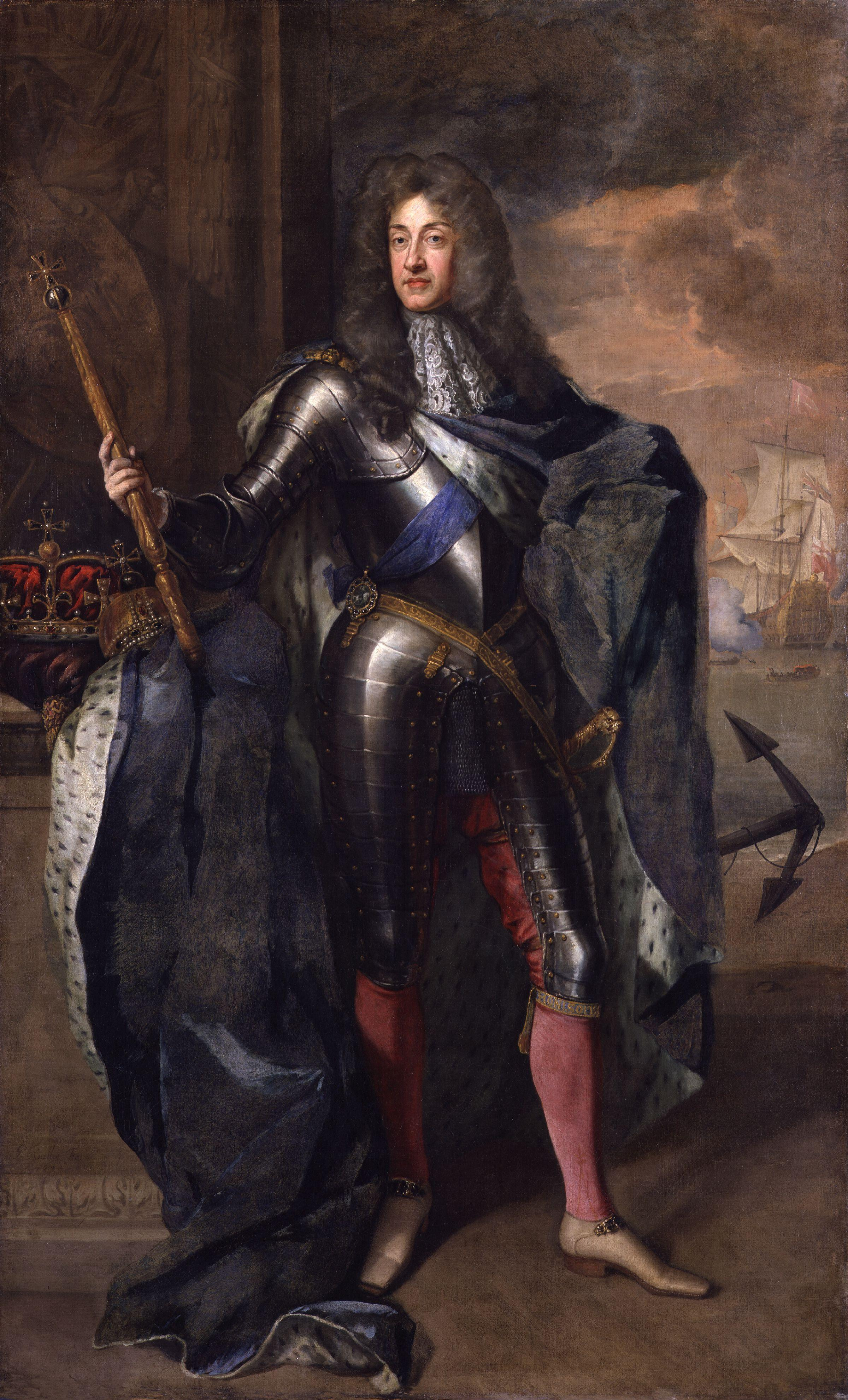
Jakob II. von England

Jakobiten oder Jakobiter (von englisch Jacobites, abgeleitet von Jakob II. und VII. von England und Schottland) wurden die englischen, schottischen und irischen Anhänger der im Exil lebenden Thronprätendenten aus dem Haus Stuart genannt (vor allem 1688–1766).

## Entstehung und Zusammensetzung
König Jakob II. verspielte durch seine prokatholische Politik in wenigen Jahren (1685–1688) die relativ starke politische Position der Stuarts, die ihm sein Bruder Karl II. hinterlassen hatte. König Jakob II. hatte sogar den ihm treu ergebenen und in England als Theaterautor sehr bekannten George Etherege als Botschafter Englands zum Reichstag nach Regensburg entsandt, um dort seine Politik zu vertreten und um Kontakt zum weithin bekannten katholischen Schottenkloster St. Jakob aufzunehmen. Als Sekretär begleitet wurde Etherege von Hugh Hughes, der aber ein verkappter holländischer Spion war, und seine Berichte an die Gegner von König Jakob II. in Holland schickte.
Gerade die anglikanisch geprägten traditionellen Eliten Englands gingen auf Distanz zur Krone. Als darüber hinaus eine katholische Thronfolge durch den im Juni 1688 geborenen Sohn James Francis Edward Stuart drohte, wurde König Jakob II. im Rahmen der sogenannten Glorious Revolution vom englischen Thron vertrieben und durch seine Tochter Maria II. und Wilhelm (William) von Oranien ersetzt.
Die Anhänger Jakobs II., die Jakobiten, opponierten zwischen 1689 und 1760 mehrfach gegen die neue Herrschaftsordnung und die protestantische Thronfolge. Sie versuchten in den 1690er Jahren, Jakob II. und später dem Sohn James Francis Edward Stuart (oder „Jakob III.“) die Rückkehr auf den englischen Thron zu ermöglichen. Letzterer wurde daher The Old Pretender (der alte Prätendent) genannt, er hielt sich wie sein Vater zunächst in Frankreich, ab 1719 aber in Italien auf.
Die katholischen Anhänger waren allerdings nur eine der zahlreichen Gruppierungen, die sich unter dem Banner der Stuarts sammelten. Die Mehrzahl der Jakobiten auf den britischen Inseln war sogar protestantisch. Meist war es eine Mischung aus patriotischer Einstellung (in Schottland), religiöser Überzeugung (Scottish Episcopal Church und englische Non-Juror, d. h. strenggläubige Anglikaner), wirtschaftlicher Not (in Schottland bzw. Nordengland) und Loyalität gegenüber den Stuarts, die Menschen ins jakobitische Lager wechseln ließ. Um einen harten Kern ideologisch überzeugter Stuartanhänger (Gottesgnadentum) formierten sich so Jakobiten unterschiedlichster Herkunft. Dies verlieh der jakobitischen Bewegung eine gewisse Dynamik, trug aber auch dazu bei, dass militärische Planungen und die Aufstände in den Jahren 1689, 1708, 1715, 1719 und 1745 durch interne Streitigkeiten immer wieder behindert wurden. Die heterogene Zusammensetzung erklärt somit sowohl das Überleben des Jakobitismus bis in die 1750er Jahre hinein als auch die letztliche Erfolglosigkeit ihrer Versuche, den britischen Thron wieder zu erlangen.

## Der schottische Aufstand 1689
Erstmals erhoben sich in Schottland die Stuartanhänger im Aufstand von 1689 unter der Führung von John Graham of Claverhouse, genannt „Bonnie Dundee“.
Im April 1689 hisste er auf dem Dundee Law die Fahne von Jakob VII., wie Jakob II. in Schottland hieß. Im Juli desselben Jahres stand Bonnie Dundee dann schon an der Spitze eines Aufstands des Hochlands und schlug die Regierungstruppen bei Killiecrankie. Diese Schlacht dauerte nur rund zehn Minuten – aber sie war mörderisch. Mehr als 30 % der Kampfkräfte Dundees, die ursprünglich 2.000 Mann umfassten, und wahrscheinlich 60 % der doppelt so großen gegnerischen Streitmacht unter der Führung von General Hugh Mackay wurden in dieser kurzen Zeit getötet.
Killiecrankie hätte das Tor zum Norden Schottlands aufstoßen und damit König James zurückbringen können. Das Schicksal dieses Aufstands wurde aber durch eine verirrte Kugel entschieden, die Dundee tötete; die Hochländer waren nun ohne starke Führung. Wenige Wochen später, nach einer anderen kurzen, aber ebenso mörderischen Schlacht in Dunkeld, zogen sie sich mangels einer Führungsgestalt wie Dundee in ihre Heimatgebiete zurück.
Gleichzeitig mit dem Ende des Aufstands wurde die presbyterianische Kirche endgültig in Schottland etabliert. Die Episkopalkirche der Restaurationszeit wurde offiziell aufgelöst. Im episkopal dominierten schottischen Nordosten führte dies zu einer politischen Radikalisierung. An die Seite katholischer Royalisten aus dem Hochland traten nun auch die Anhänger der Episkopalkirche und aus diesen beiden Milieus rekrutierten sich in den folgenden Jahrzehnten die Anhänger der Stuarts in Schottland. Schließlich entwickelte die Regierung nach Killiecrankie erstmals auch Pläne zur Kontrolle des bis dahin unwegsamen Hochlandes. Der regierungstreue Campbell of Breadalbane, ein Mitglied des mächtigsten Clans Schottlands, hatte die Idee, dass jeder einzelne der Clanchiefs einen Treueeid auf König Wilhelm leisten sollte. Wilhelm griff diese Idee auf, der Eid sollte bis zum 1. Januar 1692 abgelegt werden. Als einer der Clanchefs, Alastair MacDonald, seinen Eid sehr spät, aber fristgemäß ablegen wollte, den dafür Zuständigen aber erst verspätet erreichte, nutzte Wilhelm das aus, um ein Exempel zu statuieren: das mit seltener Heimtücke durchgeführte Massaker von Glencoe. Dieses Massaker rief im westlichen Hochland viel Sympathie für die Jakobiten hervor. Sehr schnell wurde zudem klar, dass der König in London sich herzlich wenig für schottische Belange interessierte. Er ratifizierte englische Gesetze des englischen Parlaments, die die englischen Kolonien stärkten und den englischen Handel beschützten, Schottland aber blieb von alldem ausgeschlossen. So scheiterte u. a. aufgrund der englischen Passivität eine geplante schottische Kolonie in Mittelamerika – das Darién-Projekt – und wurde in der Folge zur weiteren Quelle der jakobitischen Gedichte und des Zorns über die angebliche, wie über die tatsächliche englische Unterdrückung.

## Die Kampagne in Irland ab 1689
Irland war anfangs noch ein gutes Ziel für eine Restauration. Jakob II. landete mit einem französischen Heer am 12. März 1689 bei Kinsale. Unterstützt von der katholischen Bevölkerung zog er erst nach Dublin und dann nach Derry, einer protestantischen Hochburg, die er belagerte. Am 1. Juli 1690 (12. Juli nach gregorianischem Kalender), unmittelbar vor dem Fall der Stadt, kam es zwischen den herbeigeeilten Truppen Wilhelms und der Armee Jakobs jedoch zum entscheidenden Gefecht, der Schlacht am Boyne, die der Oranierkönig für sich entscheiden konnte, was letztlich die Rückeroberung der gesamten Insel bis 1691 zur Folge hatte. 1691 mussten viele Iren die Insel verlassen. Peter Graf von Lacy ist der bekannteste Vertreter dieser sogenannten „Wildgänse“.
Insgesamt dauerte dieser erste Aufstand 13 Monate und endete in Irland mit der Niederlage der Jakobiten in der Schlacht von Aughrim. Der Schlacht am Boyne wird in Nordirland noch jedes Jahr gedacht, ihr Ausgang ist eine wesentliche Ursache des andauernden Nordirlandkonflikts.

## Die versuchte Invasion von 1708
Im Laufe der Glorreichen Revolution war 1689 die Herrschaftsfolge für Schottland nicht klar geregelt worden, und als das schottische Parlament auf dieses und andere Rechte pochen und Vorteile aus der Personalunion (seit 1603) pressen wollte, sah die englische Elite die protestantische Thronfolge in Gefahr und begann auf eine Union mit Schottland hin zu arbeiten. Durch Ausnutzung finanzieller Probleme der schottischen Regierung wie auch vieler Parlamentsabgeordneter, unterstützt durch Bestechung, Intrige und Druck, kam 1707 der Act of Union zustande. Zu den Vereinbarungen gehörte die Ablösung der schottischen und englischen Parlamente durch ein britisches in London. Die Mehrzahl der Schotten lehnte diesen Vertrag jedoch ab.
Nur ein Jahr nach der Union zwischen England und Schottland wollte Ludwig XIV. von Frankreich 1708 die innerbritischen Spannungen für eine militärische Entlastung auf dem kontinentalen Kriegsschauplatz nutzen. Berichte aus Schottland schienen ihm anzudeuten, dass das Land seine Entscheidung für die Union bereue und zu einem Aufstand bereit war. Ludwig stattete dazu James, den Old Pretender, mit einer Flotte und sechshundert Mann aus. Schlechtes Wetter und einige Schiffe der englischen Kriegsmarine vereitelten jedoch die geplante Invasion.

## Der Jakobitenaufstand von 1715 („The Fifteen“)
1715 hisste John Erskine, 23. Earl of Mar am 6. September in Braemar die Standarte von James zum ersten größeren Aufstand der Jakobiten. Schon bald darauf stand Mar an der Spitze einer Streitmacht von 12.000 Hochländern. Er war aber als Führer der Aufständischen der ganzen Sache bei weitem nicht gewachsen, er zögerte und versäumte es, die Initiative zu ergreifen. Als er schließlich auf Stirling marschierte, wurde er nicht weit davon in der Schlacht von Sheriffmuir abgefangen, die unentschieden endete. Der „Old Pretender“ landete schließlich im Dezember in Peterhead und versuchte, dem Aufstand den dringend notwendigen Rückhalt und Schwung zu geben.
Trotzdem schmolz die Unterstützung der Hochländer nach der Schlacht von Sheriffmuir; das Unternehmen schlug fehl, denn die großen Städte Schottlands hielten fest zur jetzt gesamtbritischen Regierung. Zusätzlich brachte der Earl of Sutherland den äußeren Norden Schottlands gegen die Aufständischen auf und gewann sie für die Seite der Regierung in London bzw. für den dort seit 1714 amtierenden König Georg I. Die Jakobiten erhielten keinerlei Unterstützung von Frankreich, denn nach dem Tod von Ludwig XIV. versuchte der Regent Philipp von Orléans, ein Friedensabkommen und sogar ein Bündnis mit England zu schließen. So setzten sich dann auch beide – Mar und der „Old Pretender“ – am 4. Februar 1716 auf den Kontinent ab.

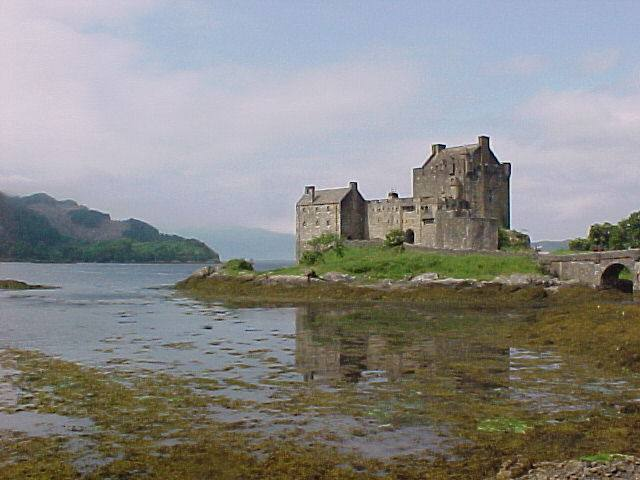
Eilean Donan Castle

Während der Aufstand von 1715 noch das Interesse der Jakobiten in Schottland vertreten hatte, war der Versuch von 1719 eher eine Auswucherung der Diplomatie des italienischen Kardinals Giulio Alberoni. Seine Pläne entstanden aber in enger Zusammenarbeit mit dem Exilhof der Stuarts. Alberoni versuchte, die politischen Großmachtsambitionen Spaniens in Europa durchzusetzen, indem er Britannien mit einer Flotte aus 27 Schiffen und 5.000 Mann angreifen wollte. In einer zweiten Front versuchte er die britischen Verteidigungskräfte aufzuspalten, wobei er sich geschickt der schottischen Frage bediente.
Alberoni förderte einen Störüberfall auf den Nordwesten Schottlands und setzte dazu zwei Fregatten und einige hundert Mann unter der Führung von William Mackenzie, 5. Earl of Seaforth, ein. Diese Streitmacht wurde aber noch im Juni desselben Jahres in der Schlacht im Tal von Glen Shiel von den Armeeeinheiten der Regierung aufgerieben, nachdem die Seaforth-Festung der MacRaes – Eilean Donan Castle – von Regierungsschiffen unter Beschuss genommen und dann gesprengt worden war.

## Der Atterbury-Putsch 1722/23
Während am Exilhof der Stuarts ständig Pläne geschmiedet wurden (Schweden 1716, Spanien 1719) war keine Attacke so vielversprechend wie die Pläne von Francis Atterbury, Bischof von Rochester und Dekan von Westminster und weiterer Jakobiten. Als „Atterbury Plot“ wurde so auch der sehr detaillierte Versuch des Bischofs von Rochester bekannt, obwohl er selbst nicht in alle Einzelheiten der anderen Verschwörer eingeweiht war. Mit Baron Lansdowne und Viscount Dillon wurde mit den englischen Tories bzw. mit irischen Jakobiten ein hervorragendes Netzwerk gebaut. Mit dem Regenten Frankreichs, Herzog Philipp von Orleans, als militärische Hilfe und großen Geldgebern (Spanien, Papst Clemens) an seiner Seite, sowie langen Listen von jakobtreuen Briten für eine Armee, sollte der Putsch im Sommer 1722 stattfinden, nachdem die Wirren der Südsee- und der Mississippi-Blase einigermaßen überstanden waren. Kurz bevor die Jakobiten ihre Truppen in allen Teilen Großbritanniens ausheben konnten, schlug Walpole zu, und verhaftete alle Beteiligten. Trotz Folter und illegaler Verhaftungen konnte Walpole aber nur die Verurteilung des jakobitischen Agenten und Boten Christopher Layer erreichen, der grausam zu Tode gefoltert wurde (17. Mai 1723). Atterbury floh ins kontinentaleuropäische Exil, wo er einige Jahre für den Stuart-Prätendenten politisch aktiv blieb.

## Der Jakobitenaufstand von 1745 („The Forty-Five“)
Der Aufstand von 1745 war ebenfalls nicht spontan. Er kam aus zwei Gründen zustande: erstens durch die diplomatische Situation in Westeuropa und zweitens aufgrund der Persönlichkeit des jungen Charles Edward Stuart, Bonnie Prince Charlie.

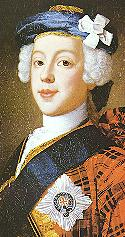
Bonnie Prince Charlie

Der erste Sohn von James Francis Edward Stewart und der polnischen Prinzessin Maria Clementina Sobieska wurde 1720 in Rom geboren und sprach fließend Latein, Italienisch, Französisch, Englisch, Polnisch und Gälisch. Aus Frankreich kommend, hisste er am 19. August 1745, wenige Tage nach seiner Landung bei Glenfinnan, im Zeichen der Rebellion seine Standarte. Mit etwa 3.000 Hochländern verschiedener Clans marschierte er auf Edinburgh zu und konnte die Stadt – nicht jedoch die Burg – am 17. September ohne nennenswerten Widerstand einnehmen. Die Garnison floh überstürzt. Die zur Rückeroberung Edinburghs anrückenden Regierungstruppen unter Sir John Cope wurden von Charles’ Hochländern am 21. September in der Schlacht bei Prestonpans vernichtend geschlagen. Nennenswerten Widerstand gab es danach in Schottland nicht mehr; lediglich die Festungen von Edinburgh und Stirling wurden von Regierungstruppen gehalten. Gut sechs Wochen lang residierte der Prinz sogar im Palast von Holyroodhouse und gab dort auch noch einen großen Ball.
Doch die Kontrolle über Schottland reichte ihm nicht aus: Mit seiner auf 5000 Mann angewachsenen Hochlandarmee marschierte Charles Edward bald danach in England ein, wo er sich noch größeren Zulauf von den englischen und irischen Jakobiten erhoffte. Diese Erwartung aber wurde enttäuscht: Die englische Seite war vorsichtiger. In schnellen Aktionen wurden jedoch die Städte Lancaster und Manchester eingenommen. Im Dezember stand er schon vor Derby, nur knappe 150 Kilometer von dem völlig unvorbereiteten London entfernt. Das schnelle Vordringen der Jakobitenarmee löste bei Hof und in der ganzen Stadt Panik aus. König Georg II. wurde neben der Jakobitenarmee auch noch fälschlicherweise die Landung von 10.000 Soldaten aus Frankreich an der englischen Südküste angekündigt.
Genau zu diesem Zeitpunkt beging jedoch – so zumindest behauptet die jakobitische Mythologie – Charles den strategisch entscheidenden Fehler. Anstatt weiter auf das völlig überraschte London vorzurücken, wurde er von seinen Offizieren zum Rückzug nach Schottland gezwungen, um dort die Truppen erneut aufzubauen. Jetzt erst rief die Regierung mit Wilhelm August, Herzog von Cumberland, den Sohn König Georgs II. und Oberbefehlshaber der britischen Streitkräfte sowie mit ihm weitere, kampferprobte Truppen vom europäischen Festland zurück und stellte diese den Jakobiten entgegen. Von da an war die Sache der Stuarts verloren. Die jakobitische Armee schlug in der Schlacht bei Falkirk am 17. Januar 1746 noch einmal britische Truppen unter Generalleutnant Henry Hawley, zog sich aber tatsächlich vor den Truppen Cumberlands weit in den Norden bis hinauf nach Inverness zurück.

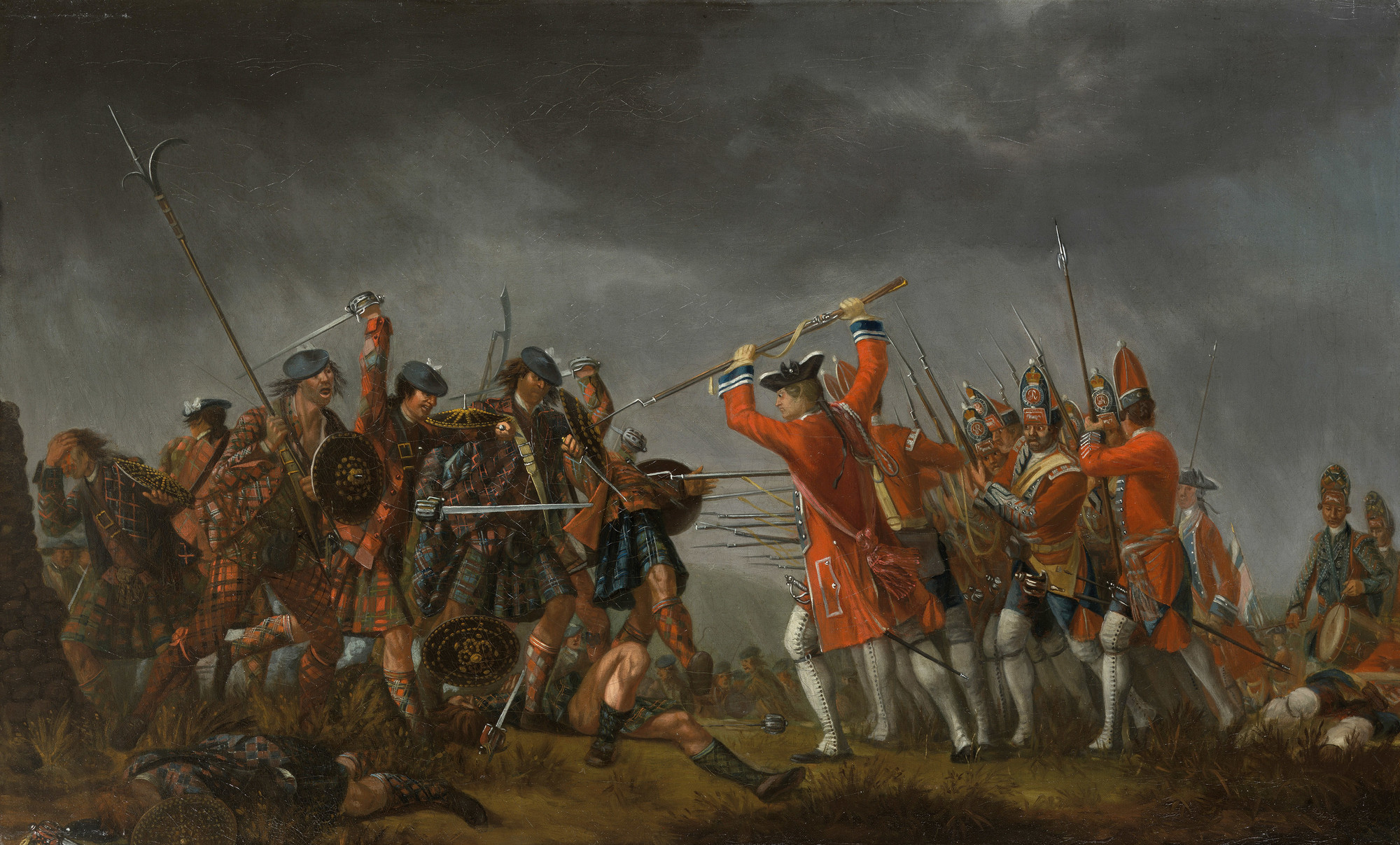
Die Schlacht von Culloden (1746) in einer zeitgenössischen Darstellung

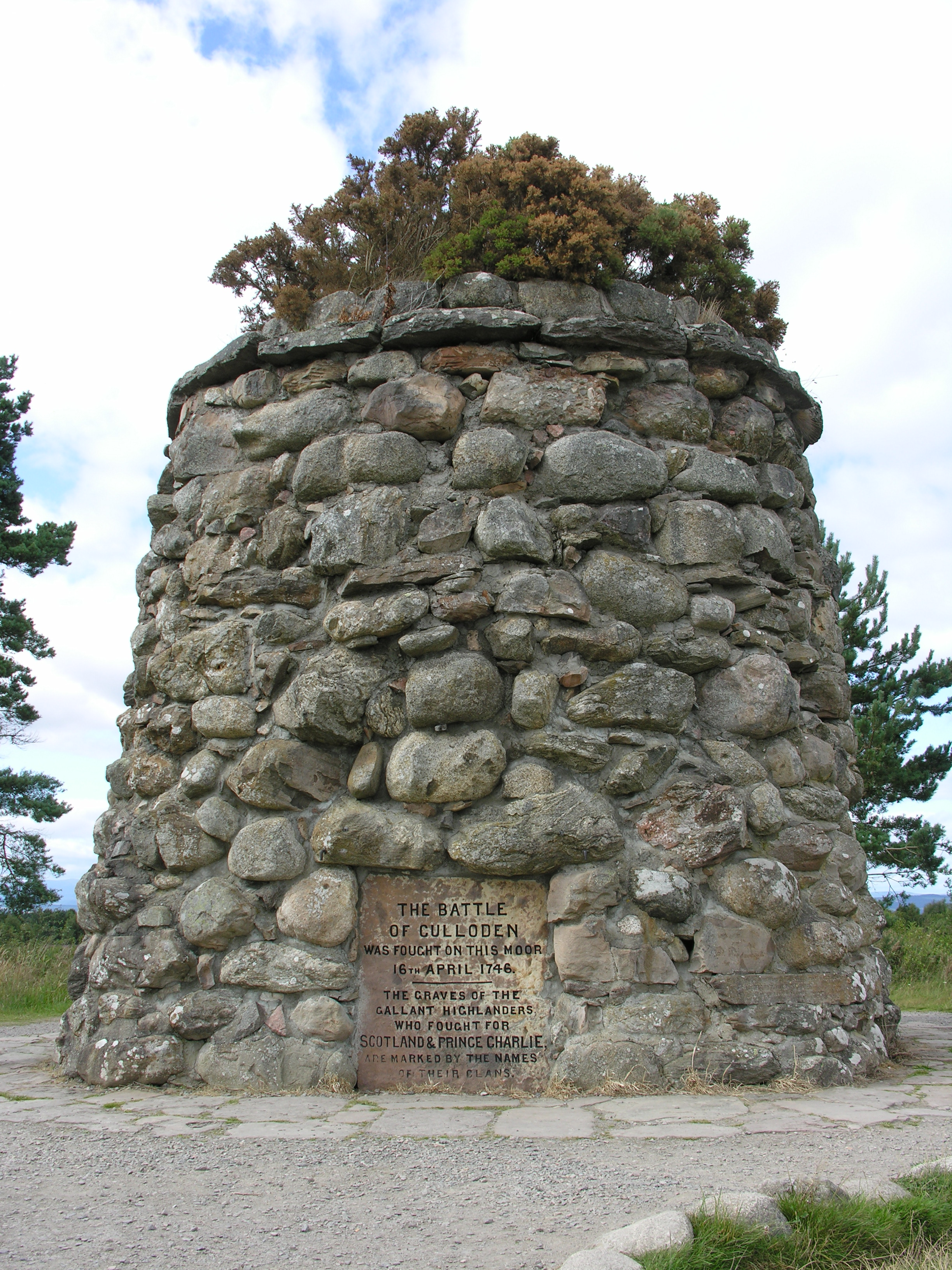
Gedenkstein auf dem Schlachtfeld von Culloden

Am 16. April 1746 wurde diese total erschöpfte, hungernde und schlecht ausgerüstete Armee von knapp 5.000 Mann in der Nähe von Inverness in der Schlacht bei Culloden vernichtend geschlagen. Ihr stand eine gut ausgerüstete, disziplinierte und trainierte Armee in Stärke von 9.000 Mann unter dem Kommando von Cumberland gegenüber. Cumberland hatte elf Monate zuvor im zeitgleich stattfindenden Österreichischen Erbfolgekrieg die wichtige Schlacht bei Fontenoy verloren, dort jedoch einiges an Erfahrung als Feldherr gesammelt. Mit seiner fast doppelt so starken Streitmacht aus regulärer Armee und zusätzlich ausgehobenen Truppen unter besserer und stärkerer Bewaffnung brauchte er nur knapp 25 Minuten, um die Clanarmee zu vernichten, und er kannte dabei keine Gnade. In England wurde Cumberland nach seinem Sieg in Culloden als großer Retter gefeiert. In Schottland schimpfte man ihn fortan „Schlächter“.
Der Prinz entkam. Auf seiner Flucht irrte er fünf Monate lang kreuz und quer durch das Hochland und über die Inseln. Trotz und nach allem, was die Menschen des Hochlands mit ihm und durch ihn erlitten hatten und trotz der unglaublichen Belohnung von 30.000 Pfund, die auf seinen Kopf ausgesetzt war, halfen sie ihm während dieser Flucht. Er wurde versteckt und entkam mit Hilfe der im Hochland auch heute noch als Heldin gefeierten Flora MacDonald in Frauenkleidern. Als Zofe Betty Burke verkleidet ruderte er zusammen mit Flora in einer höchst abenteuerlichen Fahrt über das Meer zu der Insel Skye. Am 20. September 1746 schaffte Bonnie Prince Charlie es endlich, sich heimlich im Gebiet von Moidart, wo seine Expedition etwas über ein Jahr zuvor begonnen hatte, einzuschiffen und nach Frankreich zu segeln. Die Menschen, die ihm geholfen hatten und an ihn glaubten, ließ er zurück – um sie „kümmerten“ sich in berüchtigt brutaler Manier Cumberland und die Regierungsarmee. Charles Edward Stuart ging zurück auf den Kontinent und irrte die nächsten 15 Jahre kreuz und quer durch Europa. Zwar bemühte er sich an zahlreichen Höfen, weitere Unterstützung für die jakobitische Sache zu erhalten, aber sein zunehmender Alkoholismus und die gefestigte Position Großbritanniens auf den Weltmeeren (ab spätestens 1760) erschwerten jede diplomatische Initiative und ließen auch die Anzahl der eigenen Anhänger deutlich schrumpfen. Sein Übertritt zur anglikanischen Kirche bei einem klandestinen Besuch in London 1750 kann nur noch als propagandistischer Epilog gesehen werden.
Die britische Regierung reagierte auf den Aufstand von 1745 sehr entschieden und mit drakonischen Maßnahmen. Über das bereits in den 1730er Jahren ausgebaute Wege- und Straßennetz wurden Truppen ins Hochland gebracht und dort an strategisch wichtigen Punkten in Festungen wie dem speziell dafür gebauten riesigen Fort George in der Nähe von Inverness postiert.
Die am Aufstand beteiligten Clanchiefs und oft auch die Clanmitglieder mussten ins Ausland fliehen oder wurden nach Schauprozessen hingerichtet. Im Disarming Act von 1747 wurde den Hochländern das Tragen von Waffen und ihrer traditionellen Hochlandkleidung verboten. Ein Großteil des alten gälischen Kulturgutes versiegte für immer. Die Wirtschafts- und Sozialstruktur im Hochland wurde drastisch geändert. Was blieb, war aber die romantische Erinnerung an den letzten Stuart – Bonnie Prince Charlie.

## Mythos der Jakobiten nach Heinrich Benedikt († 1807)
Auf einer theoretischen Ebene wird die heutige Thronfolge von einigen wenigen traditionalistischen Schotten, insbesondere katholischen, die sich nach wie vor als Jakobiten verstehen, angefochten. Wenn die Absetzung Jakobs II. ungültig war und seine Thronansprüche somit auf seine Nachfahren nach denselben Gesetzmäßigkeiten übergegangen wären, die für die britische Thronfolge auch ansonsten galten (insbesondere weibliche Erbfolge nur bei Fehlen eines männlichen Nachfahren des jeweiligen Prätendenten), dann wäre sie eben nicht über das Haus Hannover auf das Haus Mountbatten-Windsor, heute Charles III., der im Mannesstamm vom Haus Schleswig-Holstein-Sonderburg-Glücksburg abstammt, übergegangen, sondern hätte − auch nach dem Erlöschen der Stuarts im Mannesstamm − eben andere genealogische Wege genommen. Da jedoch – außer bei den Jakobiten – erst der britische Thron vakant wird und dann der nächste in Frage kommende Nachfolger vom Privy Council festgestellt (nicht ausgesucht) wird, kann der Anspruch der Jakobiten staatsrechtlich als erloschen betrachtet werden, weil mit dem parlamentarischen Act of Settlement als Thronerbin Sophie von der Pfalz aus dem Hause Wittelsbach, verheiratet in das Haus Hannover, bestimmt wurde, unter Ausschluss der gesamten Nachkommenschaft des bereits verstorbenen Jakob II. 

### Die protestantische Linie
Aufgrund des nach wie vor gültigen Act of Settlement hat nur die protestantische Linie Anspruch auf den Thron. Er ist nie aufgehoben worden, wurde aber mit dem Perth Agreement, das am 26. März 2015 in Kraft trat, reformiert. Mit ihm waren die heftigen religiösen Streitigkeiten aus dem Bürgerkrieg beigelegt worden. Daher sind Katholiken nach wie vor von der englischen Thronfolge ausgeschlossen. Trotzdem sind bis heute sämtliche britischen Monarchen in direkter – weiblicher – Linie Stuarts, Nachfahren der Elisabeth Stuart, der Tochter Jakobs I./VI., genannt die Winterkönigin, und ihrer Tochter Sophie, der Frau von Ernst August, Kurfürst von Hannover. Die direkte weibliche Linie bezieht sich aber nur auf den Thronwechsel von 1714, also den Übergang vom Haus Stuart zum Haus Hannover. Danach galt für viele Generationen die männliche Thronfolge, die nur von den Königinnen Victoria und Elisabeth II. unterbrochen wurde. Die königliche Linie des heutigen Hauses Windsor geht also sowohl über männliche als auch über weibliche Vorfahren auf die Stuarts zurück.

### Die katholische Linie

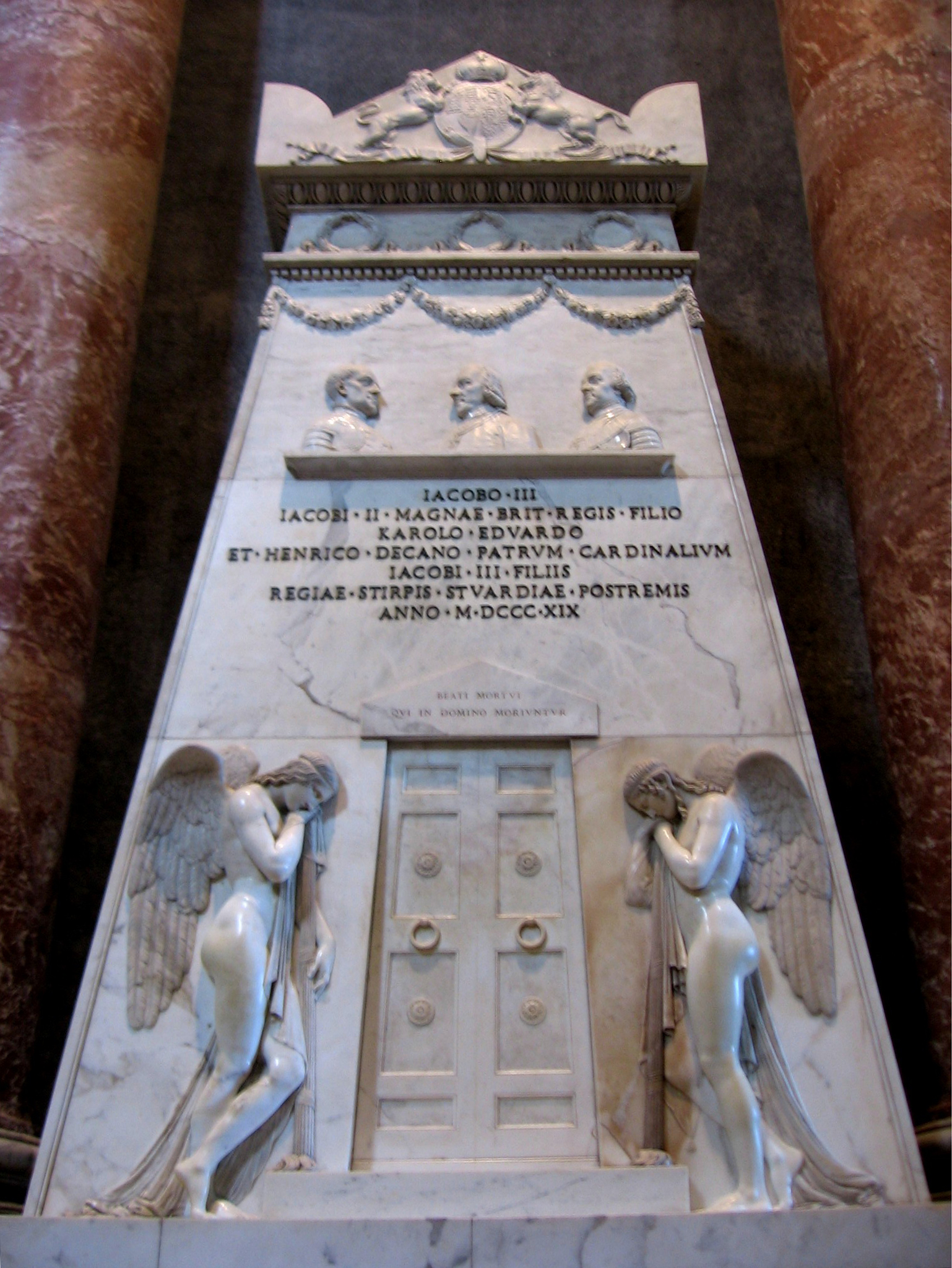
Kenotaph für die katholischen Stuarts in den Vatikanischen Grotten (von Antonio Canova)

Siehe auch: Liste jakobitischer Thronprätendenten
Das Haus Stuart ist in der männlichen Linie mit Kardinal Henry Benedict Stuart, der den Prätendententitel Herzog von York führte und Kardinalherzog von York genannt wurde, erloschen. Nach dem Tode des Kardinalherzogs 1807 sahen die Jakobiten Karl Emanuel IV. von Sardinien, einen Urururenkel von König Karl I. über dessen jüngste Tochter Henrietta Anne Stuart, verheiratete Herzogin von Orléans (und Schwägerin des „Sonnenkönigs“ Ludwig XIV. von Frankreich), – als nächsten Verwandten der Stuarts – als Charles IV. König von England, Schottland, Frankreich und Irland, an. Karl Emanuel selbst beanspruchte diesen Titel niemals öffentlich. Über seinen Bruder und dessen Tochter fiel der vermeintliche Thronanspruch an das Haus Habsburg-Lothringen (Österreich-Este) und durch Marie Therese von Österreich-Este, die Gemahlin von König Ludwig III. von Bayern, an das Haus Wittelsbach. 
Der derzeitige Erbe des jakobitischen Thronanspruchs, der aber de facto keine Ansprüche als Thronprätendent erhebt, ist Franz Herzog von Bayern. Dieser ist Urenkel der Königin Marie Therese. Franz von Bayern nennt diese Erbfolge in seinen Memoiren „ein charmantes historisches Kuriosum“. Er habe erst nach dem Abitur zufällig auf einer Schottland-Reise von dem Erbanspruch erfahren, den seine Eltern nie erwähnt hätten und sei überrascht gewesen über das Interesse traditionalistischer Jakobiten an seiner Person. Die Stuart-Gesellschaft habe zur Beerdigung seines Vaters einen Kranz geschickt und sende ihm Weihnachtskarten; auch erhalte er „alle paar Jahre mal“ Besuch von schottischen Stuart-Anhängern. Er zeige freundliches Entgegenkommen, dürfe aber niemals den Eindruck erwecken, die Sache zu ernst zu nehmen. Mit Charles III. scherze er gelegentlich darüber und auch dieser antwortete einmal bei einem Besuch in Schloss Nymphenburg scherzhaft einem Reporter, der ihn darauf angesprochen hatte, Franz’ Thronansprüche seien vermutlich besser als seine eigenen. Die Jakobiten bringen ihre Toasts aus, indem sie ihre Gläser über eine Schüssel mit Wasser halten und buchstäblich „auf den König über dem Wasser“ anstoßen. Mit "King over the water" ist der jeweilige Stuart-Prätendent gemeint, der auf dem europäischen Festland „im Exil“ weilt. 
Anders als die Nachfolge des Chefs des Hauses Wittelsbach geht die Thronprätendentenfolge nach britischem und schottischem Thronfolgerecht auch auf weibliche Nachkommen über. Da Franz keine Nachkommen hat, wird nach seinem Bruder seine Nichte Sophie, die mit Alois, Erbprinz von und zu Liechtenstein, verheiratet ist, Erbin der Stuarts. Also wird das Haus Liechtenstein die Wittelsbacher als Erbe der Stuarts ablösen. Der gemeinsame älteste Sohn Joseph Wenzel von und zu Liechtenstein ist der erste Erbe seit James Francis Edward Stuart, der nicht over the water, sondern auf den britischen Inseln geboren wurde (* 1995 in London) und dort auch seinen Schulabschluss am Malvern College gemacht hat.
Die Frage der Jakobiten-Erbfolge könnte allenfalls im Zusammenhang mit der politisch umstrittenen Unabhängigkeit Schottlands wieder eine gewisse Rolle spielen. Für diesen Fall würde sich der Bevölkerung Schottlands die Wahl stellen zwischen einer republikanischen Staatsform (mit einem auf Zeit gewählten Staatsoberhaupt), einer Personalunion zwischen Schottland und England (wie zwischen 1603 − Regierungsantritt Jakobs I. − und 1707 − Queen Anne wird Königin von Großbritannien) oder einer von England unabhängigen monarchischen Staatsform mit einer eigenen Dynastie. Bislang ist die zweite Variante diejenige, die von den meisten Befürwortern der Unabhängigkeit, darunter der Scottish National Party, propagiert wird. Es gibt jedoch am Rand der Unabhängigkeitsbewegung auch einzelne Gruppen, die bereits den Act of Union 1707 und die Zustimmung zu diesem durch das schottische Parlament für erzwungen und damit für unwirksam erachten und somit eine Bewilligung der Unabhängigkeit durch das House of Commons und die Londoner Regierung für nicht erforderlich erklären. Die Unabhängigkeit wird gewissermaßen juristisch fiktiv aufrechterhalten. Bei diesen Bestrebungen, die auf ein notfalls gewaltsames Losreißen Schottlands von England hinauslaufen, könnte eine eigenständige − von London unabhängige − Dynastie eine historisch legitimierende Rolle spielen, obwohl sich die Stuart'schen Thronansprüche auf ganz Großbritannien, nicht nur auf Schottland beziehen (oder, wie die Jakobiten betonen, auf Schottland und England, unabhängig voneinander). Doch wird man die politisch zurückhaltende Royal Stuart Society kaum mit radikalen Umsturzplänen in Zusammenhang bringen, sondern eher einzelne Blogger und Aktivisten. Mehr Zulauf haben republikanische Befürworter der Unabhängigkeit, zu denen die Scottish Green Party und die Scottish Socialist Party gehören.

## Musik
- Die deutsche Heavy-Metal-Band Grave Digger behandelte auf ihrem Album Tunes of War die Geschichte Schottlands, unter anderem auch die jakobitischen Aufstände.